# HEAVEN (MULTI MAXのアルバム)
『HEAVEN』（ヘヴン）は、MULTI MAXの1枚目のオリジナル・アルバム。1989年11月29日に発売された。発売元はポニーキャニオン。2001年9月19日にはヤマハミュージックコミュニケーションズから再発売されている。

## 解説
CHAGE&ASUKAとしてデビュー10年目を経過したCHAGEが「自分の音楽のルーツを追求したい」という想いから、村上啓介、浅井ひろみを誘って結成したMULTI MAX初のオリジナル・アルバムである。
先行シングル「SOME DAY」を収録しているが、そのカップリング曲「Darlin'」は未収録である。
このアルバムを引っ提げて、日本武道館を皮切りにツアー『CHAGE'S SUPER BAND MULTI MAX '89』を4公演開催した。
1989年盤のみペーパースリーブ付パッケージ仕様となっている。

## 収録曲
| 全編曲: 村上啓介。 |                           |               |            |       |
| #                  | タイトル                  | 作詞          | 作曲       | 時間  |
| 1.                 | 「MOFU」(Instrumental)    | -             | 村上啓介   | 0:51  |
| 2.                 | 「MULTI MAXのテーマ」     | CHAGE、澤地隆 | CHAGE      | 4:05  |
| 3.                 | 「OH MY GOD!」            | 澤地隆        | CHAGE      | 4:34  |
| 4.                 | 「MEBIUS」                | 實川翔        | 村上啓介   | 5:00  |
| 5.                 | 「SOME DAY」              | 澤地隆        | CHAGE      | 5:44  |
| 6.                 | 「I MISS YOU」            | CHAGE         | 飛鳥涼     | 5:37  |
| 7.                 | 「MOON」                  | 陣内大蔵      | 浅井ひろみ | 5:08  |
| 8.                 | 「KIGEN GA WARUINO」      | 青木せい子    | CHAGE      | 5:03  |
| 9.                 | 「GO CRAZY」              | 青木せい子    | 村上啓介   | 4:17  |
| 10.                | 「BON VOYAGE」            | 實川翔        | 村上啓介   | 4:00  |
| 11.                | 「QUIET H」(Instrumental) | -             | 村上啓介   | 0:53  |
| 12.                | 「BELIEVE」               | 實川翔        | 村上啓介   | 5:45  |
| 13.                | 「HEAVEN」                | 澤地隆        | CHAGE      | 7:05  |
| 合計時間:          | 合計時間:                 | 合計時間:     | 合計時間:  | 58:02 |

## 楽曲解説
1. MOFU
インストゥルメンタル。
2. MULTI MAXのテーマ
シングルカットはされていないが、ミュージック・ビデオが制作されている。
ベストアルバム『MAX TOOL VOL.1』にも収録されている。
3. OH MY GOD!
4. MEBIUS
村上がAメロ・Bメロ、CHAGEがサビを担っている。
5. SOME DAY
1989年10月21日発売の1枚目シングル。
6. I MISS YOU
浅井のメインボーカルによる楽曲で、作曲は飛鳥涼。
7. MOON
浅井がメインボーカル、CHAGEがコーラスを担っている。
8. KIGEN GA WARUINO
後に1996年12月4日発売の5枚目アルバム『Oki doki!』にてライブ音源が収録されている。
9. GO CRAZY
10. BON VOYAGE
村上のメインボーカルによる楽曲。
11. QUIET H
インストゥルメンタル。
12. BELIEVE
村上のメインボーカルによる楽曲。
13. HEAVEN
本作のタイトル・チューン。
僅かに前曲と繋がっている。

## 参加ミュージシャン
- E.Guitar：村上啓介
- Drums：江口信夫
- Bass：美久月千晴
- Keyboard：矢賀部竜成
- Percussions：PECKER・MOFU & K
- Synthesizer Sound Designer：中山信彦
- Synthesizer Programmer：矢賀部竜成